# St-Eutrope (Lagerville)

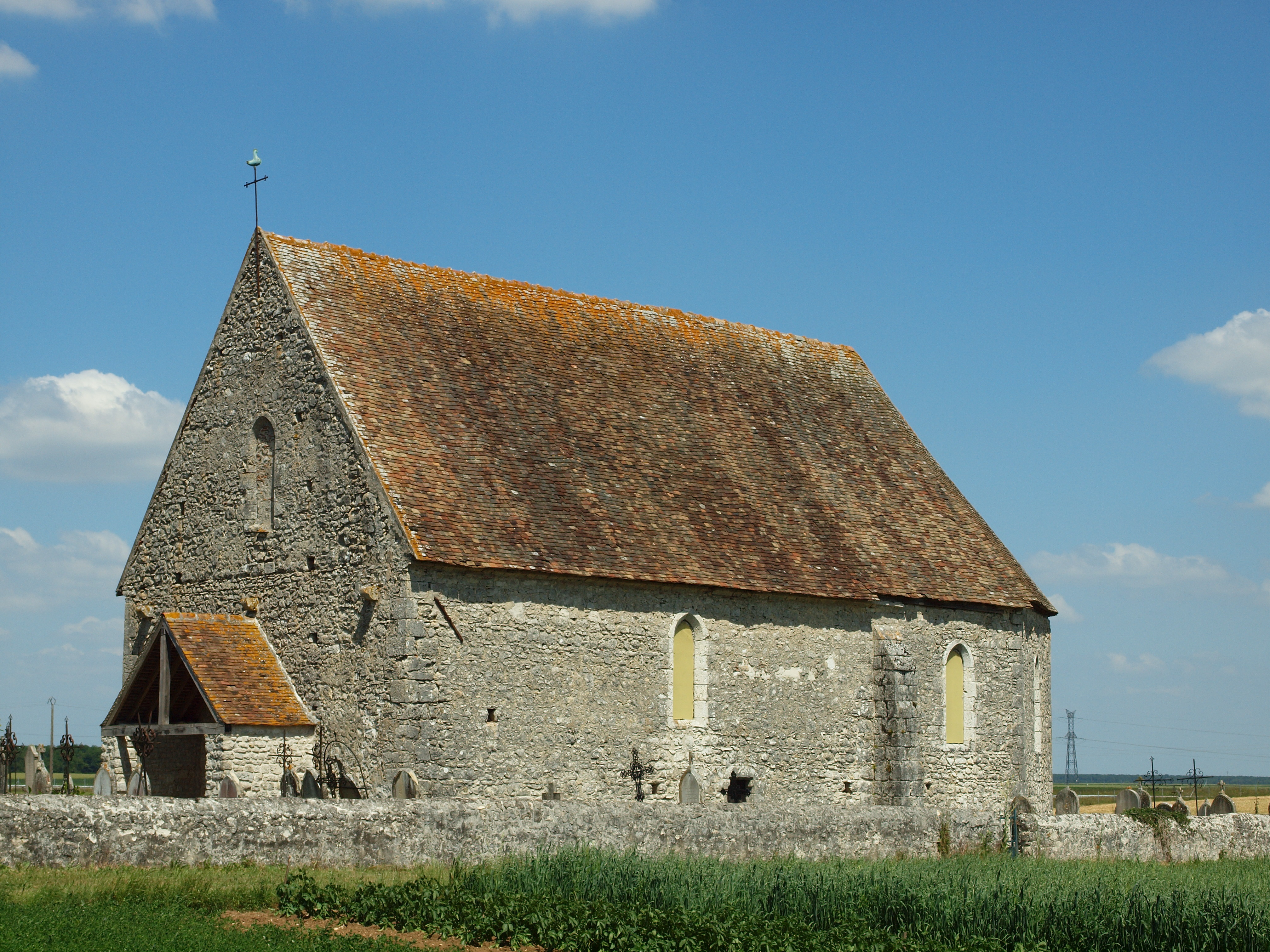
St-Eutrope in Lagerville

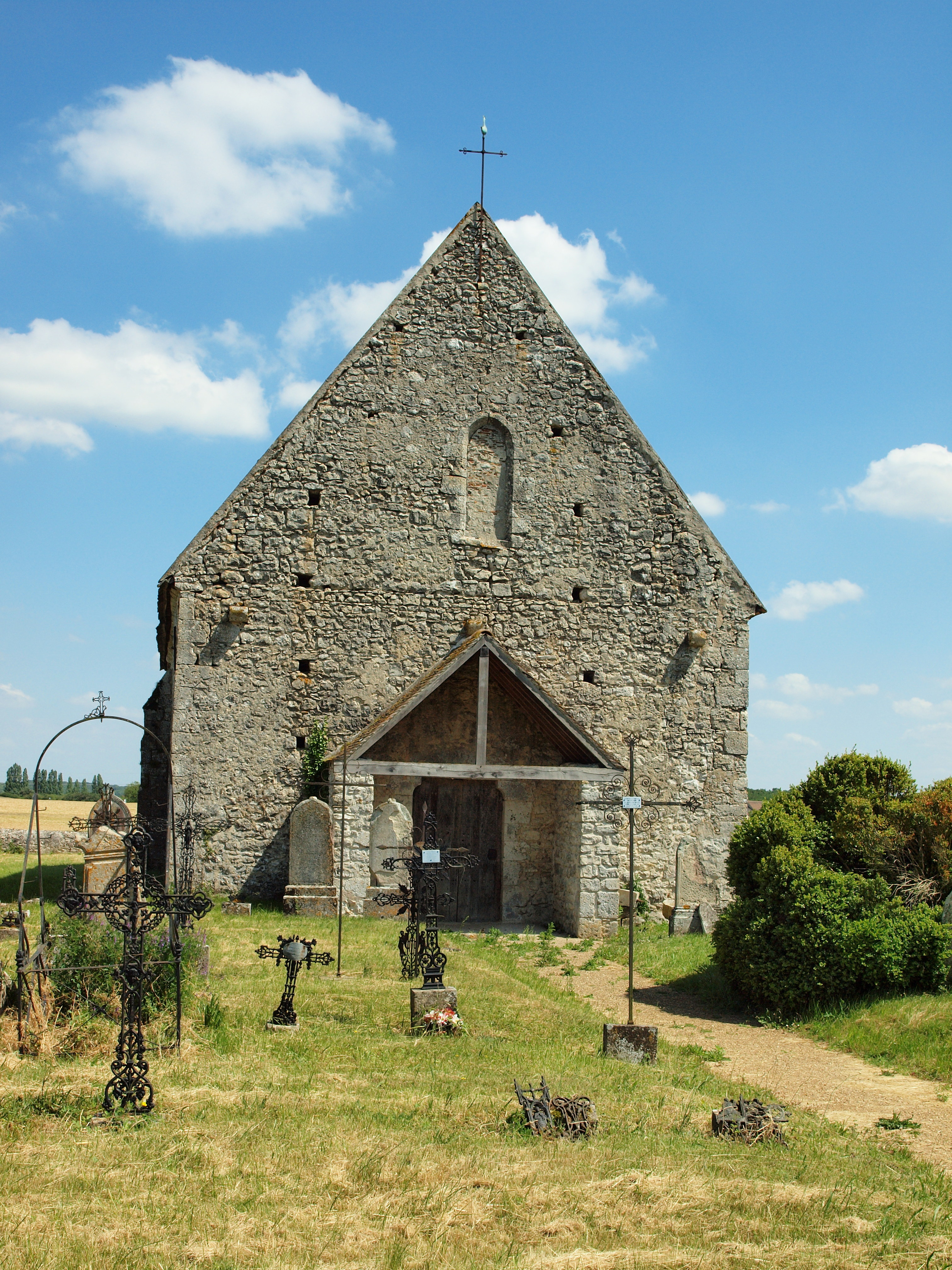
Westfassade mit Eingang

Die katholische Kirche Saint-Eutrope in Lagerville, einem Ortsteil der französischen Gemeinde Chaintreaux im Département Seine-et-Marne der Region Île-de-France, wurde im 13. Jahrhundert erbaut. Die Kirche inmitten des Friedhofs steht seit 1994 als Monument historique auf der Liste der Baudenkmäler in Frankreich.
Die dem heiligen Eutropius geweihte Kirche besitzt einen polygonalen Chor. Im Inneren sind noch Reste der Wandmalereien aus dem 13. Jahrhundert erhalten. Das Portal ist in eine Vorhalle an der Westfassade integriert.